# Gmina Haninge
Gmina Haninge (szw. Haninge kommun) – gmina w Szwecji, w regionie Sztokholm, z siedzibą w Handen.
Pod względem zaludnienia Haninge jest 27. gminą w Szwecji. Zamieszkuje ją 71 355 osób, z czego 50,07% to kobiety (35 724) i 49,93% to mężczyźni (35 631). W gminie zameldowanych jest 6125 cudzoziemców. Na każdy kilometr kwadratowy przypada 157,17 mieszkańca. Pod względem wielkości gmina zajmuje 183. miejsce.